# 西雅邦加·诺姆维特
施亞邦加·奧根尼·隆美夫（Siyabonga Eugene Nomvethe，1977年12月2日—），南非职业足球运动员，现效力摩洛卡。

## 連結
- AaB profile
- Career stats at Danmarks Radio